# 작은과일박쥐
작은과일박쥐(Cynopterus minutus)는 큰박쥐과에 속하는 박쥐의 일종이다. 수마트라섬과 자와섬, 보르네오섬 그리고 술라웨시섬에서 발견된다.

## 특징
보통 크기의 박쥐로 전완장이 52.9~61.9mm이다. 털이 짧다. 등 쪽은 누르스름한 갈색이고 배 쪽은 연한 갈색과 올리브색을 띤다. 주둥이는 짧고 넓으며 눈은 크다.

## 생태
먹이는 열매이다.

## 분포 및 서식지
수마트라섬과 니아스섬, 자와섬, 술라웨시섬, 보르네오섬에 널리 분포한다. 일차림에서 서식한다. 마을과 사람 거주 환경에서 포획되기도 한다.